# Hontfüzesgyarmat
Hontfüzesgyarmat (szlovákul Hontianska Vrbica, korábban Hontianske Ďarmoty) község Szlovákiában, a Nyitrai kerület Lévai járásában.

## Fekvése
Lévától 13 km-re délkeletre, a Perec és a Sikenica patakok összefolyása közelében fekszik.

## Élővilága

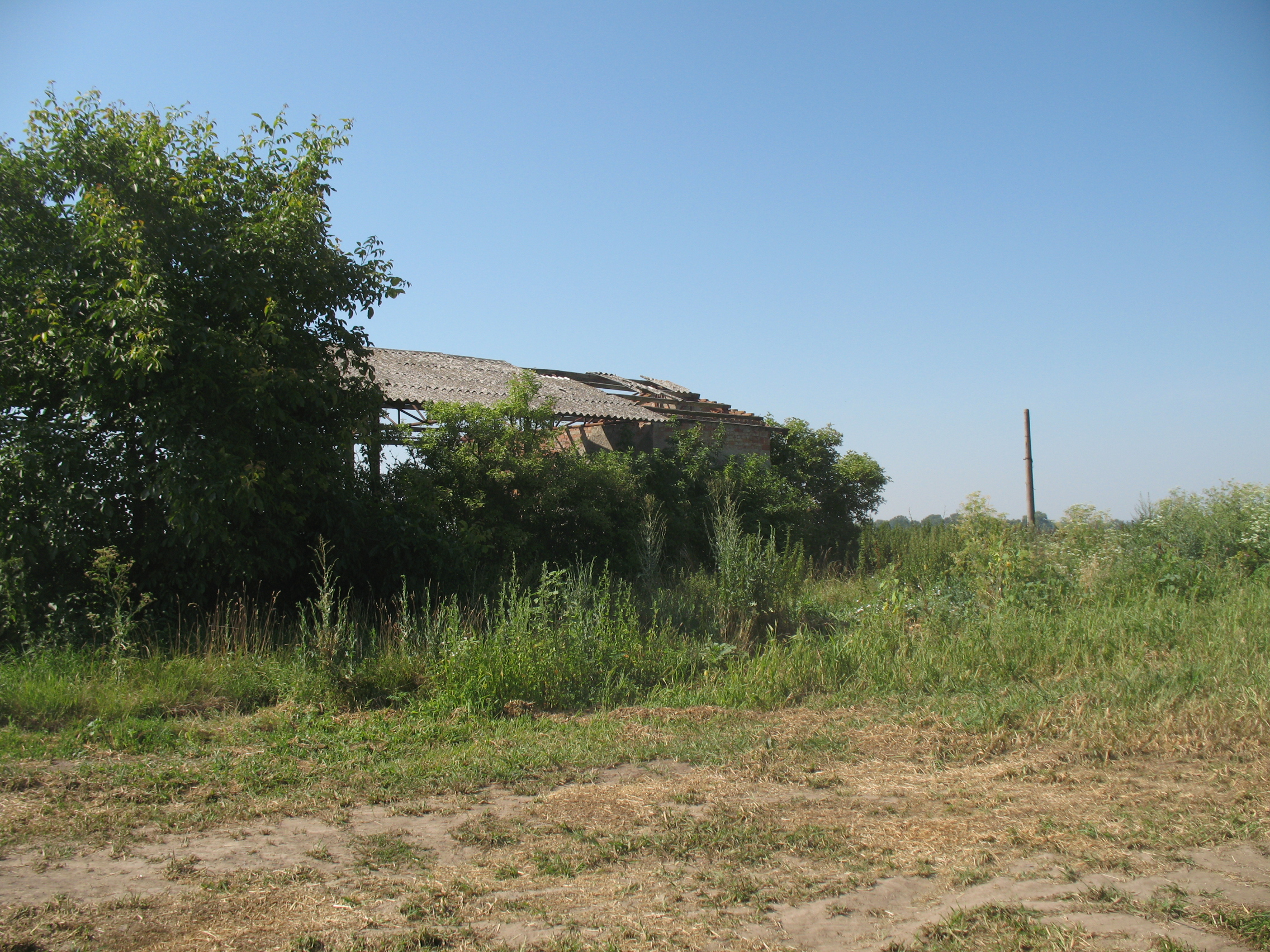

Hontfüzesgyarmaton körülbelül 2003 után a gólyafészek leesett az oszlopról, azóta nem fészkelnek gólyák a faluban.

## Története
A község neve alapján valószínű, hogy területe a honfoglalást követően a Gyarmat törzs szállásterülete lehetett. Első írásos említése 1135-ből származik, amikor Syrtin nevű birtokosa két ekényi földjét két emberrel és réttel a bozóki premontrei apátságnak adta. A 13. században az esztergomi érsekség birtoka, amelyet 1292 előtt a Hontpázmány nemzetségbeli Pászthóiak kiraboltak. 1332-ben a pápai tizedjegyzék papját is említi, a befizetett tized alapján a tehetősebb községek közé tartozott. A török rajtaütések és a reformáció terjedése ellenére is az esztergomi érsekség birtoka maradt. 1715-ben egy kúria, 22 elhagyott és 52 lakott háza volt. 1720-ban már 61 porta adózott.
A 18. század végén Vályi András így ír róla: „Fűzes Gyarmat. Magyar falu Hont Vármegyében, földes Ura az Esztergomi Érsekség, lakosai katolikusok, többen reformátusok, fekszik Peretsénhez két mértföldnyire, Fegyvernekhez 1/4 órányira. Határja 3 nyomásra osztatott, réttyeit némelly helyen a’ víz elönti, dohányok melly porrá törettetik, az egész Országban nevezetes, legelője elég, fája mind a’ két féle, szőlö hegyei is középszerűek, piatzok Báthon, patakja a’ falun végig foly, első Osztálybéli."
1828-ban 141 házában 848 lakos élt, akik mezőgazdasággal és szőlőtermesztéssel foglalkoztak. A községben a 19. században jelentős dohánytermesztés folyt.
Hont vármegye monográfiájában pedig ezt olvashatjuk róla: „Füzesgyarmat, a Szikincze völgyében fekvő magyar kisközség, 166 házzal és 1219 ev. ref. és róm. kath. lakossal; vasúti állomása és távirója Zselizen, postája helyben van. Körjegyzőségi székhely. Az esztergomi érsekség régi birtoka, melyet az mindvégig megtartott. A község róm. kath. temploma 1423-ból való és ugyanabból az időből maradt fenn kehelyalakú kőkeresztkútja. A plébánia egyházi edényei között 1519-től való ostyasütőt őriznek. Az ev. ref. templom 1784-ben épült, de 1900-ban átalakították; az ev. ref. egyháznak aranynyal befuttatott ezüst urasztali kelyhe 1600-ból való és dombormíves díszítését ez a német felirat környezi: IS: GODT: MIT: VNS: WOLL: KAN: WEDDER VNS: DYRNKET: VNDE: ETETH: GODT: NICHT: VER: GETETH: ANNO: 1600. A község dülőnevei közűl kettő történelmileg nevezetes; így a »Török-ölés« nevű dülőben véres vereséget szenvedett egy török csapat; a »Hajdúrét« pedig a kurucz háborúk idején a hajdúk táborozó helye volt."
A trianoni diktátumig Hont vármegye Báti járásához tartozott. Ezután az új csehszlovák államhoz került. 1938 és 1945 között újra Magyarország része.
A második világháború után magyar lakosságának nagy részét, mintegy 140 családot kitelepítettek, helyükre szlovákok érkeztek. Ennek következtében mára a község szlovák többségű lett.

## Népessége
| Év:            | 1994. | 2004.   | 2014.   | 2024.   |
| -------------- | ----- | ------- | ------- | ------- |
| Emberek száma: | 579   | 553     | 564     | 584     |
| Eltérés:       |       | -4,49 % | +1,98 % | +3,54 % |

| Év:            | 2023. | 2024.   |
| -------------- | ----- | ------- |
| Emberek száma: | 592   | 584     |
| Eltérés:       |       | -1,35 % |

| Év   | Fő   | magyar anyanyelvű | szlovák anyanyelvű | ruszin anyanyelvű | egyéb | ismeretlen nemzetiségű |
| ---- | ---- | ----------------- | ------------------ | ----------------- | ----- | ---------------------- |
| 1880 | 1080 | 0994              | 044                |                   |       |                        |
| 1890 | 1084 | 1035              | 027                |                   |       |                        |
| 1900 | 1219 | 1189              | 018                |                   |       |                        |
| 1910 | 1160 | 1137              | 017                |                   |       |                        |
| 1921 | 1044 | 1035              | 08                 |                   |       |                        |
| 1930 | 1042 | 0957              | 060                |                   |       |                        |
| 1941 | 1081 | 1068              | 011                |                   |       |                        |
| 1991 | 0573 | 0275              | 295                |                   |       |                        |
| 2001 | 0574 | 0212              | 347                |                   |       |                        |
| 2011 | 0568 | 0177              | 371                |                   |       |                        |
| 2021 | 0611 | 0154 (+13)        | 422 (+5)           | (+1)              | 7     | 28                     |

## Nevezetességei

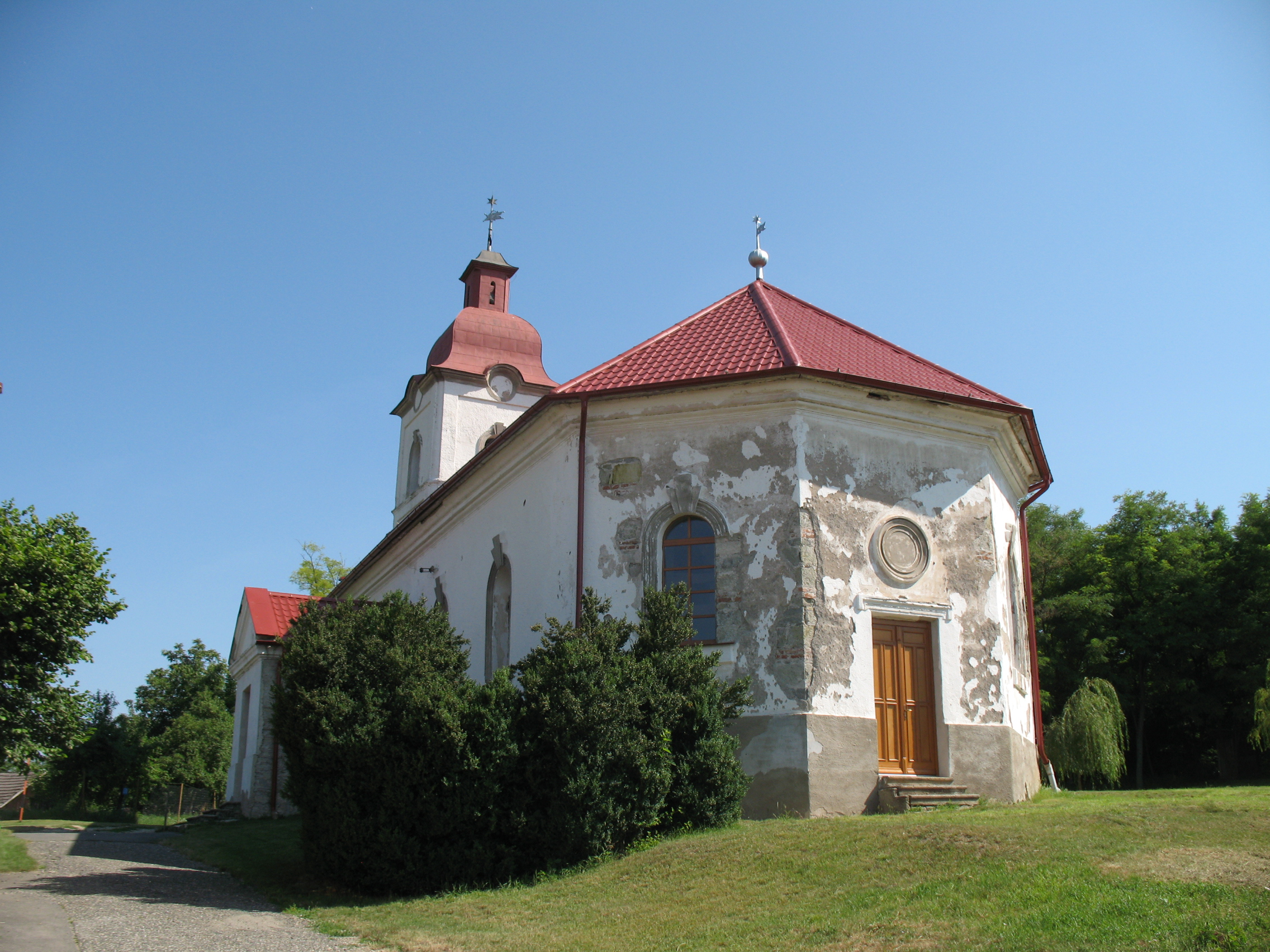
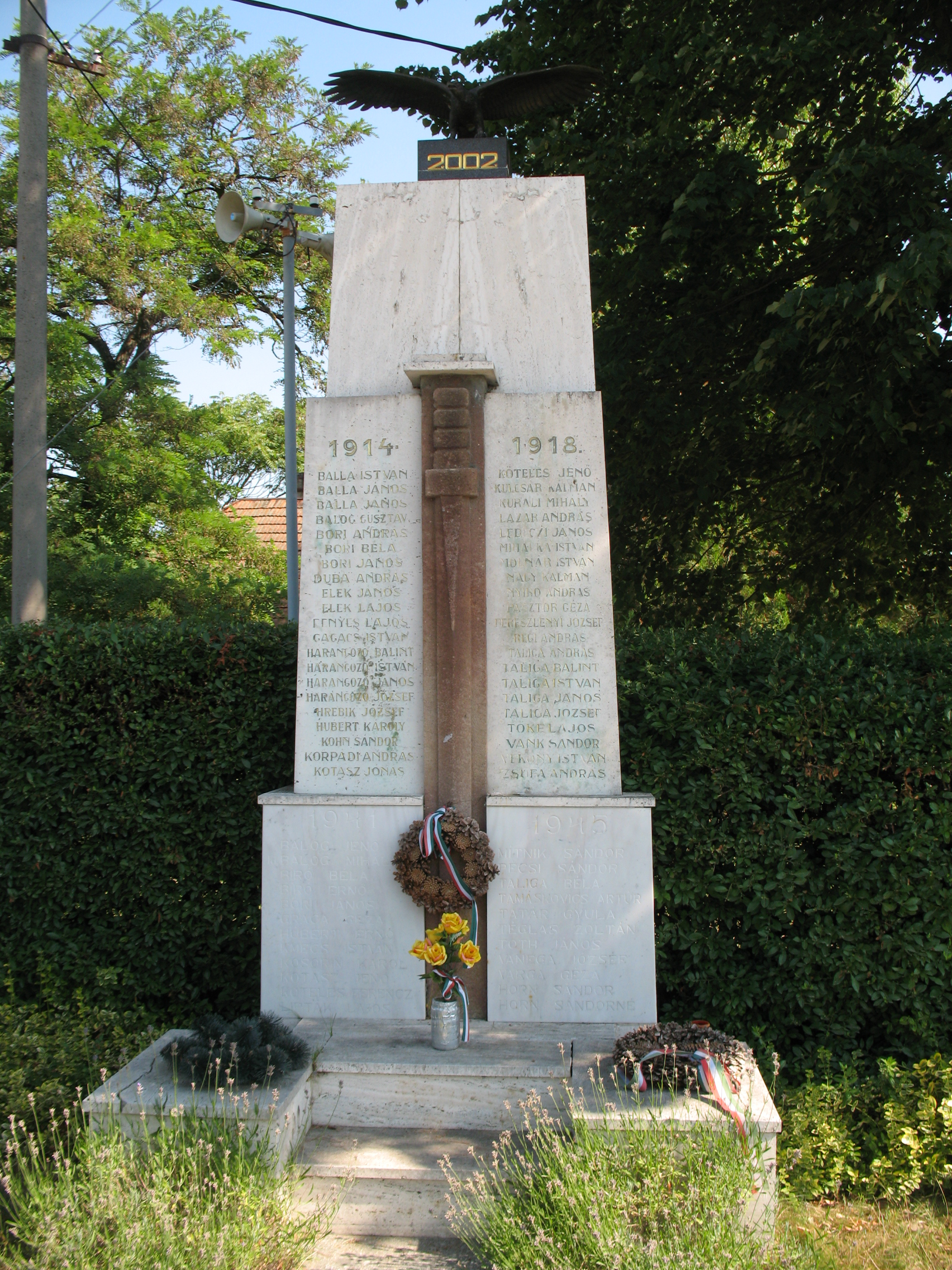
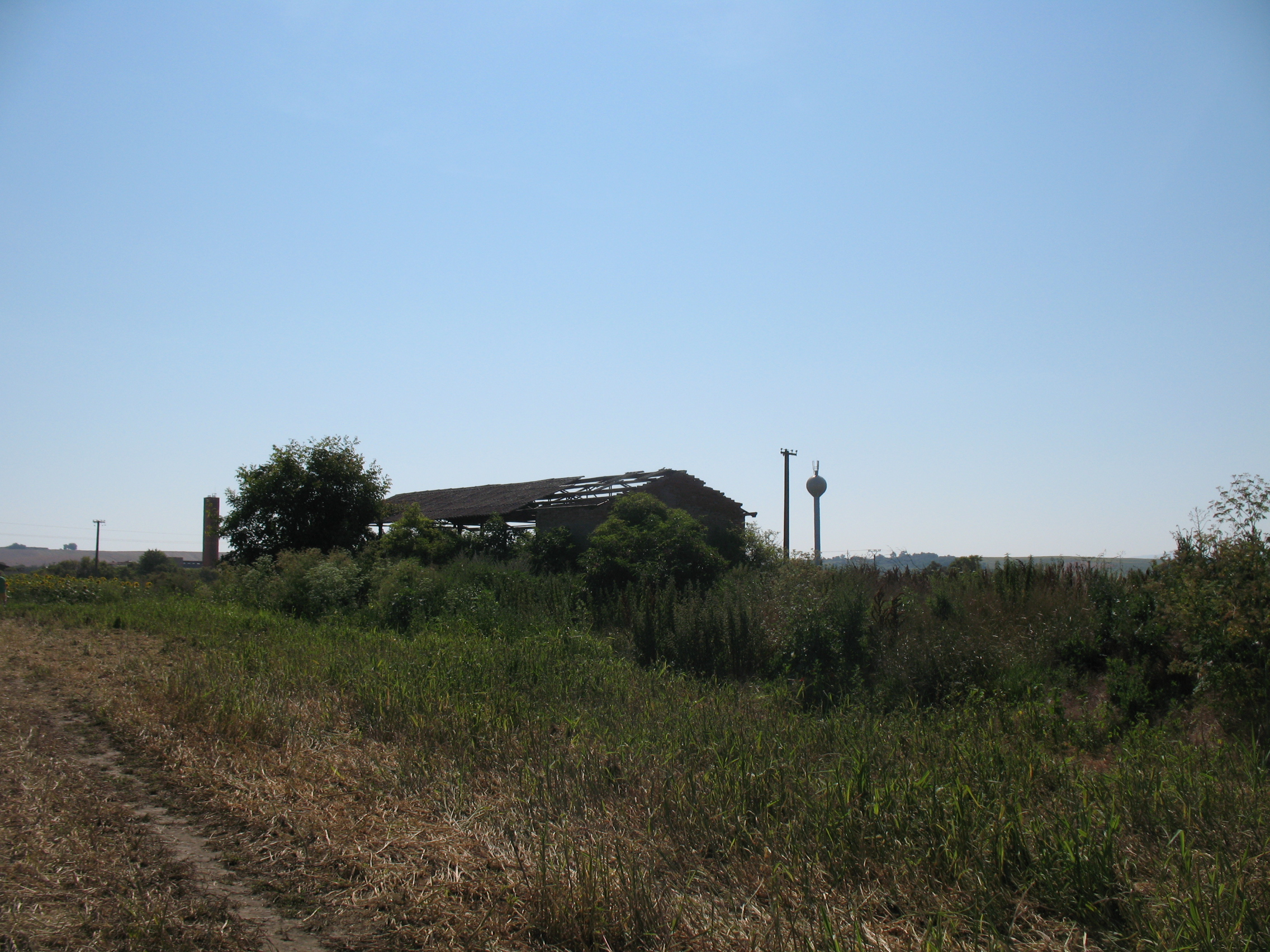

- Szent Márton tiszteletére szentelt, római katolikus temploma 1423 és 1442 között épült gótikus stílusban. A törökök felégették, de barokk stílusban újjáépült.
- Református temploma 1784-ben épült klasszicista stílusban, 1889-ben, 1900-ban és 1930-ban is megújították.
- Turul-szobor.[7]

## Itt született
- 1848-ban Gyürki István pap, egyházi író
- 1858-ban Nagy Sándor irodalomtörténész
- 1915-ben Pleidell János grafikus, festő
- 1930-ban Duba Gyula író
- 1945-ben Laczkóné Erdélyi Margit irodalomkritikus, irodalomtörténész, drámaelméleti és módszertani szakíró[8]